# Guoutelesjaure (Frostvikens socken, Jämtland)
Guoutelesjaure är en sjö i Strömsunds kommun i Jämtland och ingår i Ångermanälvens huvudavrinningsområde. Sjön har en area på 0,36 kvadratkilometer och ligger 792 meter över havet. Sjön avvattnas av vattendraget Storån.

## Delavrinningsområde
Guoutelesjaure ingår i det delavrinningsområde (717465-146174) som SMHI kallar för Utloppet av Guoutelesjaure. Medelhöjden är 880 meter över havet och ytan är 4,11 kvadratkilometer. Det finns inga avrinningsområden uppströms utan avrinningsområdet är högsta punkten. Storån som avvattnar avrinningsområdet har biflödesordning 4, vilket innebär att vattnet flödar genom totalt 4 vattendrag innan det når havet efter 289 kilometer. Avrinningsområdet består mestadels av skog (26 procent) och kalfjäll (65 procent). Avrinningsområdet har 0,36 kvadratkilometer vattenytor vilket ger det en sjöprocent på 8,8 procent.